# Robert Noyce
Robert Noyce Norton (12. prosince 1927 Burlington, Iowa – 3. června 1990 Austin, Texas), přezdívaný „starosta Silicon Valley“, byl jeden ze dvou vynálezců integrovaného obvodu a jeden ze zakladatelů společností Fairchild Semiconductor (1957) a Intel (1968). Vynález integrovaných obvodů měl zásadní význam pro revoluci v oblasti osobních počítačů a dal jméno Silicon Valley.:s.129 Jeho druhá žena Ann Bowers byla viceprezidentka pro lidské zdroje společnosti Apple.

## Život a kariéra

### Mládi a studia
Robert Noyce se narodil roku 1927 v Burlingtonu (stát Iowa) jako třetí ze čtyř synů. Jeho otec Ralph Brewster Noyce byl reverend.:s.10 Robert vyrůstal v Grinnellu ve státě Iowa a navštěvoval místní školy. Měl nadání pro matematiku a přírodní vědy. Roku 1949 dokončil studium Grinnell College.
Během vysokoškolských studií byl Noyce fascinován fyzikou a navštěvoval kurz, který vedl profesor Grant Gale. Gale získal dva z prvních tranzistorů, které kdy Bellovy laboratoře vyrobily, a předvedl je své třídě. Noyce to mimořádně zaujalo.:s.22–24 Gale mu navrhl, aby se ucházel o postgraduální studium na MIT a v roce 1953 doktorát z fyziky na Massachusettském technologickém institutu skutečně získal.:s.106

### Shockley Semiconductor Laboratory
Po absolvování Massachusetts Institute of Technology v roce 1953 začal pracovat jako vývojový pracovník u společnosti Philco ve Philadelphii. Roku 1956 odešel do Shockley Semiconductor Laboratory v Mountain View, kterou založil William Shockley,:s.170 který se krátce po válce podílel na vynálezu tranzistoru, za což později získal Nobelovu cenu.

### Fairchild Semiconductor
Robertu Noycemu vadil Shockleyho styl řízení a tak se stal jedním z tzv. „osmi zrádců“, kteří roku 1957 odešli do společnosti Fairchild Camera and Instrument a stali se zakladateli polovodičové divize této společnosti, nazvané Fairchild Semiconductor, která se později osamostatnila. Podle Shermana Fairchilda to byla právě Noyceova vášnivá prezentace jeho vize důvodem, proč Fairchild souhlasil s vytvořením polovodičové divize pro „osm zrádců“.:s.181
V roce 1959 Noyce vyvinul první integrovaný obvod na bázi křemíku (americký patent č. 2981877, nazvaný Semiconductor Device and Lead Structure). Nezávisle na něm Jack Kilby ze společnosti Texas Instruments nejprve v roce 1958 vyvinul tzv. hybridní integrovaný obvod  a v roce 1959 monolitický
integrovaný obvod na bázi germania, které se pro výrobu tranzistorů do té doby převážně používalo (americký patent č. 3138743, nazvaný Miniaturized electronic circuits).
Kilbyho vynález vznikl o šest měsíců dříve, ale řešení Roberta Noyce bylo praktičtější jak využitím křemíku oproti použití germania, tak z hlediska konstrukce pro možnost masové výroby.  Bylo možné použít planární proces, který pro výrobu tranzistorů nedlouho předtím (1958) vyvinul Jean Hoerni, rovněž z Fairchild Semiconductor a jeden z „osmi zrádců“. První křemíkový integrovaný obvod se čtyřmi tranzistory se začal vyrábět v roce 1960. Později ani Kilby ani Noyce nezpochybňovali, že integrovaný obvod vynalezly nezávisle na sobě oba, s použitím odlišných materiálů a jiným konstrukčním řešením.:s.129

### Založení společnosti Intel
Od konce 50. let byla společnost Fairchild dlouhodobě zisková a nejrychleji rostla právě divize polovodičů. V roce 1967 měla mateřská společnost poprvé od roku 1958 ztrátu, i když divize polovodičů byla i nadále zisková. Po odstoupení stávajícího ředitele se čekalo, že novým se stane právě Robert Noyce, ale správní rada ho nepodpořila. Proto roku 1968 Robert Noyce a Gordon Moore opustili Fairchild Semiconductor a založili společnost Intel, kde Noyce působil až do konce života.:s.184
Dlouholetý předseda představenstva Intelu a významný investor této společnosti prohlásil, že aby Intel uspěl, potřeboval Roberta Noyce, Gordona Moora a Andrewa Grovea. A potřebovala je v tomto pořadí. Robert Noyce byl vizionář, který se narodil, aby inspiroval. Gordon Moore byl technologický virtuóz. Andrew Grove byl technolog, který se stal vědcem v oblasti managementu.:s.405
Uvolněná kultura, kterou Noyce do společnosti Intel přinesl, byla převzata z jeho stylu řízení ve společnosti Fairchild Semiconductor. Se zaměstnanci jednal jako s rodinou, odměňoval je a podporoval týmovou práci. Noyceův styl řízení by se dal nazvat „vyhrňme si rukávy“. Vyhýbal se luxusním firemním autům, vyhrazeným parkovacím místům, soukromým tryskáčům, kancelářím a vybavení ve prospěch méně strukturovaného, uvolněného pracovního prostředí, v němž každý přispíval a nikdo nedostával okázalé výhody. Tím, že odmítl obvyklé manažerské výhody, se stal vzorem pro budoucí generace generálních ředitelů společnosti Intel.
Ve společnosti Intel dohlížel na vynález mikroprocesoru, jehož hlavní koncepci navrhl Ted Hoff a na vývoj prvního komerčně úspěšného mikroprocesoru Intel 4004. Tento procesor vznikl na základě zakázky pro japonského výrobce kalkulátorů Busicom. Ted Hoff přišel s myšlenkou integrovat funkce dvanácti obvodů do jednoho, ale sám se přímo na konstrukci procesoru a jeho vývoji nepodílel. Hlavním konstruktérem byl italský fyzik Federico Faggin, který byl autorem řady vynálezů, které vytvoření prvého mikroprocesoru na jediném čipu umožnily. Na vývoji se kromě dalších osob podílel zejména inženýr Masatoshi Shima z firmy Busicom.
Robert Noyce rozpoznal zásadní význam koncepce mikroprocesorů a záhy pro firmu Intel odkoupil zpět veškerá práva na nový výrobek od firmy Busicom za 60 000 USD, čímž podle mnohých udělal obchod století. Mikroprocesor zaznamenal úspěch hlavně díky své univerzálnosti, protože ho bylo možné programovat. Kromě toho celý návrh vše na jednom čipu byl jednodušší, rychlejší a výrobně levnější. První kusy byly vyrobené v březnu 1971, v roce 1974 na něj Faggin navázal vývojem zdokonaleného mikroprocesoru Intel 4040.

## Osobní život
V roce 1953 se Noyce oženil s Elizabeth Bottomleyovou, která v roce 1951 absolvovala Tufts University nedaleko Bostonu, stát Massachusetts. V době, kdy žili v Los Altos v Kalifornii, se jim narodily čtyři děti: William B., Pendred, Priscilla a Margaret. Elizabeth milovala Novou Anglii, a tak si rodina pořídila letní sídlo o rozloze 50 akrů na pobřeží ve městě Bremen ve státě Maine. Elizabeth s dětmi tam trávila léto, Robert je navštěvoval, ale i během léta nadále pracoval ve společnosti Intel. Rozvedli se v roce 1974. :s.200-204
Dne 27. listopadu 1974 se Noyce oženil s Ann Schmeltz Bowersovou, která byla absolventkou Cornellovy univerzity. Získala také čestný doktorát na Santa Clara University, kde byla téměř 20 let členkou správní rady. Byla první personální ředitelkou společnosti Intel Corporation a první viceprezidentkou pro lidské zdroje společnosti Apple Inc. V současné době působí jako předsedkyně správní rady a zakládající členka správní rady nadace Noyce Foundation.
Robert Noyce byl po celý život aktivní. Rád četl Hemingwaye, létal vlastním letadlem a věnoval se také létání na rogalu a potápění. Věřil, že mikroelektronika bude i nadále postupovat ve své složitosti a sofistikovanosti daleko za současný stav. To ho vedlo k otázce, jaké využití bude mít tato technologie pro společnost. Ve svém posledním rozhovoru byl Robert Noyce dotázán, co by dělal, kdyby byl „císařem“ Spojených států. Odpověděl mimo jiné: „...zajistil bych, abychom připravili naši další generaci na rozkvět v době špičkových technologií. A to znamená vzdělávání těch nejnižších a nejchudších, stejně jako na úrovni postgraduálního studia“.
Dne 3. června 1990 Noyce utrpěl doma infarkt myokardu, téhož dne zemřel v nemocnici Seton Medical Center v Austinu, stát Texas.

## Patenty
- US patent 2875141 – Method and apparatus for forming semiconductor structures (1954),
- US patent 2929753 – Transistor structure and method (1957),
- US patent 2959681 – Semiconductor scanning device (1959),
- US patent 2968750 – Transistor structure and method of making the same (1957),
- US patent 2971139 – Semiconductor switching device (1959),
- US patent 2981877 – Semiconductor Device and Lead Structure (1959),
- US patent 3010033 – Field effect transistor (1958),
- US patent 3098160 – Field controlled avalanche semiconductive device (1958),
- US patent 3108359 – Method for fabricating transistors (1959),
- US patent 3111590 – Transistor structure controlled by an avalanche barrier (1958),
- US patent 3140206 – Method of making a transistor structure (1957),
- US patent 3150299 – Semiconductor circuit complex having isolation means (1959),
- US patent 3183129 – Method of forming a semiconductor (1963),
- US patent 3199002 – Solid state circuit with crossing leads (1961),
- US patent 3325787 – Trainable system (1964).